# Sprengstoffgürtel

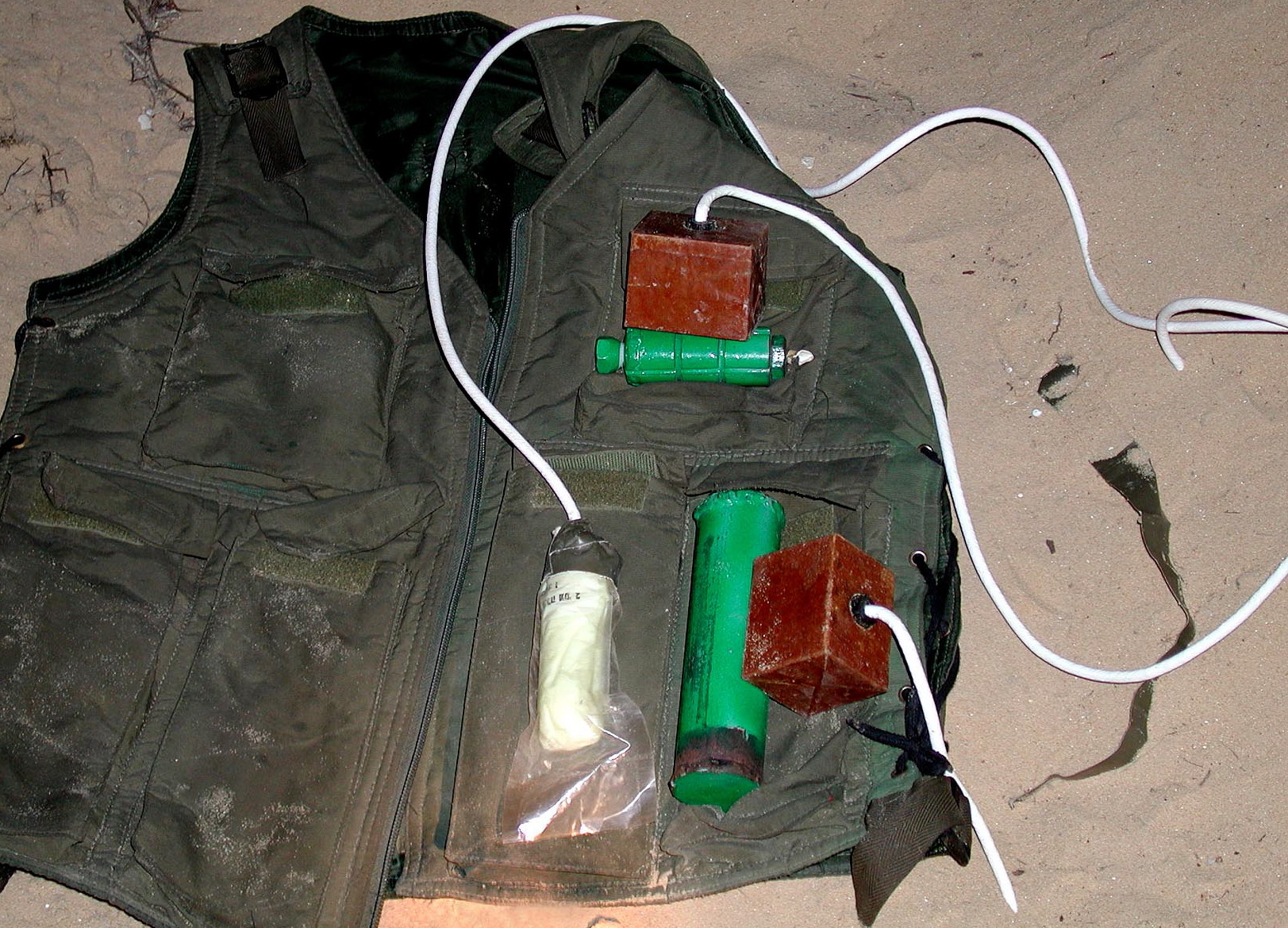
Sprengstoffweste eines Selbstmordattentäters

Unter Sprengstoffgürtel (oder Sprengstoffweste) werden meist Sprengladungen verstanden, die an einem Gürtel oder tragegestellähnlichen Gegenstand befestigt und häufig von Selbstmordattentätern benutzt werden. Neben dem Sprengstoff werden zumeist noch andere kleine Metallgegenstände wie Nägel, Schrauben, Bolzen und Ähnliches verwendet, um eine Splitterwirkung zu erzielen und damit die Opferzahl zu erhöhen. Häufig tragen Täter diese Bomben verdeckt unter der Kleidung, damit sie sich so weitgehend unbemerkt dem Ziel nähern können.

## Geschichte

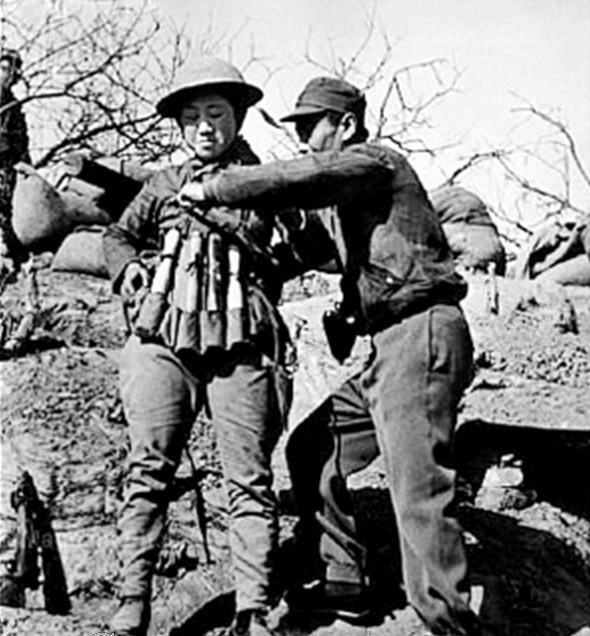
Chinesischer Soldat hängt einer Frau in der Schlacht um Tai’erzhuang zusammengebundene Sprengsätze um

Frühe Benutzungen von Sprengstoffwesten sind in den Schlachten um Shanghai (1937) und Tai’erzhuang (1938) bekannt, als chinesische Soldaten mehrere Stielhandgranaten und anderen Sprengstoff am Körper trugen und sich in der Nähe japanischer Panzer in die Luft sprengten.
Eine weitere Benutzung ist für die südafrikanische Polizei-Sondereinheit C1 dokumentiert, die während der Zeit der Apartheid für zahlreiche Menschenrechtsverletzungen verantwortlich war. So wurden schwarze Widerständler, die sich nicht für die Zwecke der weißen Regierung „umdrehen“ ließen, in den 1970er und 1980er Jahren häufig durch solche Gürtel auf dem Gelände der Einheit in Vlakplaas ermordet. Die Leichen wurden teilweise wiederholt gesprengt, um deren Beseitigung zu erleichtern.
Sprengstoffgürtel als terroristische Waffe für Selbstmordattentäter wurden in größerem Stil von den Liberation Tigers of Tamil Eelam (LTTE) im Bürgerkrieg in Sri Lanka entwickelt. Er wurde zum ersten Mal 1991 von einer Selbstmordattentäterin der LTTE gegen den ehemaligen indischen Premierminister Rajiv Gandhi verwendet. Die Terrororganisation Hamas benutzt ebenfalls bei ihren Selbstmordattentaten Sprengstoffgürtel, sie verübte ab etwa 1993 eine Serie von Attentaten auf zivile Ziele in Israel.
Erstmals in Europa wurden Sprengstoffgürtel bei den Terroranschlägen vom 13. November 2015 in Paris eingesetzt.
Eine Identifikation der Attentäter ist leicht möglich, da deren Kopf durch die Explosion glatt abgetrennt wird.

## Bekämpfung
Mutmaßliche Täter werden – wenn möglich – mindestens 15 m von anderen Personen entfernt aufgefordert, den Oberkörper zu entblößen, um sehen zu können, ob die Person einen Sprengstoffgürtel trägt. Dieses Vorgehen ist schwierig bei weiblichen Verdächtigen. Alternativ kann man Infrarot-Detektoren einsetzen.